# Iñaki Sarasketa
Iñaki Sarasketa Ibañez (Oiartzun, 1948 - ?, agost de 2017) fou activista polític basc, membre d'ETA durant la dècada de 1960 i 1970. Fou el cap d'ETA a Guipúscoa i acompanyava Txabi Etxebarrieta quan el 7 de juny de 1968 es produí l'assassinat del guàrdia civil José Pardines Arcay a Aduna. Detingut l'endemà a la parròquia d'Errezil, fou torturat per Melitón Manzanas i jutjat en consell de guerra mitjançant judici sumaríssim. Inicialment fou condemnat a 58 anys de presó, però immediatament fou revisada la condemna i condemnat a mort. Això va provocar un gran enrenou internacional i protestes de les formacions polítiques (PNB, PCE, PSOE, UGT), raó per la qual li fou novament commutada per cadena perpètua.
Poc abans de l'amnistia de 1977 fou excarcerat i enviat a Noruega amb Javier Izko de la Iglesia, Iñaki Múgica Arregi, Ezkerra, José Antonio Garmendia Artola i Iñaki Pérez Beotegi Wilson entre d'altres, fins que l'amnistia li va permetre tornar. Allunyat d'ETA, a les eleccions al Parlament Basc de 1984 fou candidat per Auzolan No se li coneix militància política posterior.